# Wimbi Dira Airways
Wimbi Dira Airways – kongijska linia lotnicza z siedzibą w Kinszasie.